# La Trilogie berlinoise
Pour les articles homonymes, voir Berlinoise.
La Trilogie berlinoise (Berlin Noir) est une trilogie de romans policiers écrite par l'auteur britannique Philip Kerr. Publiés entre 1989 et 1991, il s'agit des trois premiers romans de ce qui deviendra plus tard la série Bernie Gunther, du nom du personnage principal, lorsque l'auteur en reprendra l'écriture en 2006. La série complète comprendra 14 volumes.

## Série

### La Trilogie berlinoise
1. L'Été de cristal, Masque, coll. « Le Masque » no 2133, 1993 ((en) March Violets, 1989), trad. Gilles Berton  (ISBN 2-7024-2361-2)Se déroule en 1936. Réédition, Le Livre de poche no 13745, 1995 (ISBN 2-253-13745-6) ; réédition dans Philip Kerr vol. 1, Masque, coll. « Intégrale du Masque », 1998 (ISBN 2-7024-2914-9) ; réédition dans une traduction révisée dans La Trilogie berlinoise, Le Livre de poche no 31644, 2010 (ISBN 978-2-253-12843-4)
2. La Pâle Figure, Masque, coll. « Grands formats », 1994 ((en) The Pale Criminal, 1990), trad. Gilles Berton  (ISBN 2-7024-2426-0)Se déroule en 1938. Réédition, Le Livre de poche no 13955, 1996 (ISBN 2-253-13955-6) ; réédition dans Philip Kerr vol. 1, Masque, coll. « Intégrale du Masque », 1998 (ISBN 2-7024-2914-9) ; réédition dans une traduction révisée dans La Trilogie berlinoise, Le Livre de poche no 31644, 2010 (ISBN 978-2-253-12843-4)
3. Un requiem allemand, Masque, coll. « Grands formats », 1995 ((en) A German Requiem, 1991), trad. Gilles Berton  (ISBN 2-7024-2419-8)Se déroule en 1947-1948. Réédition, Le Livre de poche no 14012, 1996 (ISBN 2-253-14012-0) ; réédition dans Philip Kerr vol. 1, Masque, coll. « Intégrale du Masque », 1998 (ISBN 2-7024-2914-9) ; réédition dans une traduction révisée dans La Trilogie berlinoise, Le Livre de poche no 31644, 2010 (ISBN 978-2-253-12843-4)

La trilogie déroule en 3 actes, 3 affaires sans autre rapport que l’enquêteur et la période, l'évolution de la société allemande : 
- la montée du nazisme (1936),
- juste avant le déclenchement de la guerre (1938),
- après la défaite (1947).

Elle montre toutes les petites lâchetés et petites compromissions qui ont permis à certains de survivre simplement mais avec les conséquences que l'on sait. C'est un magnifique ouvrage didactique sans le dire, qui permet aussi de se placer soi-même dans cette situation le temps d'un roman, sans juger : comprendre ce qui a perdu les allemands qui étaient jusque là des gens normaux. La vie de tous les jours, l'évolution de la vie de certaines catégories, la révélation des véritables caractères des gens, en bien mais surtout en mal, les conséquences tardives et le prix à payer pour la population sont abordés au long des récits. Des gens normaux qui se révèlent exceptionnellement mauvais dans leurs fonctions, mais aussi les conséquences mauvaises, terribles, du silence des gens normaux.
On pense alors aux thèse d'Hannah Arendt sur la banalité du mal dont c'est en quelque sorte une extension au banal.
Les autres volumes reprennent principalement des thèmes liés à ces 3 périodes mais peuvent s'étendre sur des périodes récentes ou des régions éloignées ( L’Amérique Latine pour Hôtel Adlon).

### Romans suivants
1. La Mort, entre autres, Masque, 2009 ((en) The One From the Other, 2006), trad. Johan-Frederik Hel Guedj  (ISBN 978-2-7024-3314-0)Se déroule en 1949. Réédition, Le Livre de poche no 32077, 2011 (ISBN 978-2-253-12852-6)
2. Une douce flamme, Masque, 2010 ((en) A Quiet Flame, 2008), trad. Philippe Bonnet  (ISBN 978-2-7024-3433-8)Se déroule en 1950. Réédition, Le Livre de poche no 32433, 2012 (ISBN 978-2-253-16131-8)
3. Hôtel Adlon, Masque, 2012 ((en) If The Dead Rise Not, 2009), trad. Philippe Bonnet  (ISBN 978-2-7024-3494-9)Se déroule en 1934 et 1954. Réédition, Le Livre de poche no 32820, 2013 (ISBN 978-2-253-16727-3)Sur les accrocs du régime avec ses règles : l'emploi de travailleurs juifs pour les travaux pour les jeux olympiques, les tendances sexuelles de certains dignitaires réprouvées par ailleurs, la "transfusion " aryenne, mais aussi sur l'exclusion de la population juive des activités sociales et sportives. La deuxième partie aborde l'exil et la clandestinité des anciens SS
4. Vert-de-gris, Masque, 2013 ((en) Field Grey, 2010), trad. Philippe Bonnet  (ISBN 978-2-7024-3635-6)Se déroule en 1954. Réédition, Le Livre de poche no 33284, 2014 (ISBN 978-2-253-17592-6)
5. Prague fatale, Masque, 2014 ((en) Prague Fatale, 2011), trad. Philippe Bonnet  (ISBN 978-2-7024-3848-0)Se déroule en 1941. Réédition, Le Livre de poche no 33659, 2015 (ISBN 978-2-253-00041-9)
6. Les Ombres de Katyn, Masque, 2015 ((en) A Man Without Breath, 2013), trad. Philippe Bonnet  (ISBN 978-2-7024-4159-6)Se déroule en 1943. Réédition, Le Livre de poche no 34079, 2016 (ISBN 978-2-253-09522-4)
7. La Dame de Zagreb, Masque, 2016 ((en) The Lady from Zagreb, 2015), trad. Philippe Bonnet  (ISBN 978-2-7024-4557-0)Se déroule en 1943. Réédition, Le Livre de poche no 34383, 2017 (ISBN 978-2-253-08645-1)
8. Les Pièges de l'exil, Seuil, 2017 ((en) The Other Side of Silence, 2016), trad. Philippe Bonnet  (ISBN 978-2-021-33993-2)Se déroule en 1956. Réédition, Points, coll. « Points policier » no P4801, 2018 (ISBN 978-2-7578-7130-0)
9. Bleu de Prusse, Seuil, 2018 ((en) Prussian Blue, 2017), trad. Jean Esch  (ISBN 978-2-021-34074-7)Se déroule en 1939 après un prologue situé en 1956. Réédition, Points, coll. « Points policier » no P4965, 2019 (ISBN 978-2-7578-7549-0)
10. L'Offrande grecque, Seuil, 2019 ((en) Greeks Bearing Gifts, 2018)  (ISBN 978-2-021-34068-6)Se déroule en 1957.
11. (en) Metropolis, 2019Se déroule en 1928.

## Récompense
- Prix des lecteurs du Livre de poche, catégorie policier-thriller 2010